# Crisi del gas tra Russia e Ucraina (2006)
La crisi del gas del 2006 indica la tensione sussistente fra Russia e Ucraina, vertente sul prezzo del gas che la prima vende alla seconda. La crisi ha importanti riflessi sull'economia europea, poiché attraverso l'Ucraina passa il gasdotto che alimenta, tra gli altri, Italia, Ungheria, Austria e Repubblica Ceca.

## Le radici della crisi
Già altre volte Russia e Ucraina hanno affrontato crisi simili, a partire dal 1993, quando l'Ucraina non pagò le forniture di gas.
Negli anni successivi la questione del gas è sempre stata risolta a favore della Russia, che ha sempre ottenuto il denaro reclamato, anche perché appoggiava il governo ucraino in carica.
Tuttavia, con la vittoria di Viktor Juščenko, inviso al Cremlino durante le elezioni presidenziali del 26 dicembre 2004, dopo la rivoluzione arancione, il baricentro politico dell'Ucraina si è spostato sempre più verso l'Unione europea, alienandosi dall'influenza russa. L'Ucraina, però, era da decenni nell'orbita di Mosca e dipende dalla Russia per quanto riguarda l'energia. La maggior parte del gas ucraino, infatti, proviene dalla Gazprom russa, che vendeva il gas agli ucraini ad un prezzo di favore (50 dollari ogni mille metri cubi). Nel frattempo, però, l'Ucraina aveva ottenuto dalla UE lo status di economia di mercato, pertanto la Gazprom ha iniziato a tariffare il gas a prezzi di mercato, dapprima a 160 dollari, poi, dopo il rifiuto ucraino, a 230 dollari ogni mille metri cubi di gas. Questo aumento è stato da molti osservatori giudicato più politico che economico, poiché si tratterebbe meramente di un tentativo di legare l'Ucraina alla Russia con una sorta di assedio. L'inverno ucraino, freddissimo, è infatti alle porte.

## Le conseguenze possibili
L'Unione europea segue con attenzione l'evolversi della crisi: buona parte del gas importato in Europa dalla Russia, infatti, passa attraverso l'Ucraina, che ha minacciato di effettuare prelievi sul gas destinato all'Europa come pagamento dei diritti di transito (il 15% del totale). L'Ucraina si è inoltre appellata agli accordi di Budapest del 1994 e ai suoi garanti Gran Bretagna e Stati Uniti, con cui l'Ucraina cedeva alla Russia tutto il suo arsenale nucleare al fine di non subire pressioni politiche ed economiche da Mosca.
Il governo russo, tuttavia, ha tenuto a precisare che i diritti di transito sono già stati pagati dalla Gazprom, monopolista, e che gli accordi di Budapest riguardavano le minacce alla sovranità e alla integrità territoriale, e non gli accordi commerciali. Inoltre, alle voci che proponevano un aumento dell'affitto per le navi russe stanziate in Crimea, la Russia ha risposto che si metterebbero allora in discussione anche gli accordi territoriali con l'Ucraina.
La Russia, tuttavia, ha molto da perdere in una crisi con l'Ucraina, sia perché potrebbe alienarsi le simpatie anche della parte russofona, sia perché, se la crisi investisse l'Europa, ciò comporterebbe un irrigidimento dei rapporti, cosa che Mosca non vuole, soprattutto perché il 1º gennaio 2006 è iniziata la presidenza di turno del G8.
Anche la Gazprom subirebbe svantaggi: si vuole, infatti, che gli investitori europei entrino nell'azionariato della compagnia, ma queste possibili e ricche entrate potrebbero venire impedite dal blocco del gas in Ucraina.
Tuttavia, anche l'Ucraina non ha da guadagnare da questa crisi: solo Juščenko potrebbe ottenere un aumento dei consensi alle prossime elezioni politiche, mentre gli svantaggi graverebbero tutti sulle industrie, peraltro già in ginocchio e lontane dall'autarchia energetica.

## Lo sviluppo della crisi
Il 30 dicembre 2005 Vladimir Putin propone all'Ucraina un compromesso: si ai prezzi di mercato, ma soltanto a partire dal 1º aprile 2006. Il presidente Juščenko si è dichiarato possibilista, ma ha chiesto che i prezzi venissero prefissati. Tuttavia, Mosca ha interpretato questa richiesta come un tentativo di guadagnare tempo e ha dato via libera alla Gazprom per tagliare il rifornimento di gas agli ucraini. La mattina del 1º gennaio 2006 la Gazprom annuncia la chiusura dei rubinetti per Kiev, precisando che il gas europeo non avrebbe subito carenze. L'ente ucraino per l'energia ha però ribadito il contrario, sottolineando la possibilità, per l'Europa, di disagi nel rifornimento di gas. L'Europa, infatti, importa dalla Russia attraverso l'Ucraina il 25% del gas estero, e quasi l'80% delle importazioni dalla Russia.
Quello stesso giorno Juščenko afferma che il prezzo di 230 dollari è economicamente inammissibile, e poche ore più tardi la Gazprom annuncia la chiusura dei rubinetti.

## Le conseguenze del taglio
Subito le forniture di gas in Europa, fuori dall'Ucraina, subiscono un brusco calo. Secondo la Mol, società del gas ungherese, la pressione sarebbe diminuita del 25%, spingendo i Paesi consumatori ad utilizzare le riserve di petrolio. La mossa di Juščenko appare ovvia: fare aumentare la pressione europea su Mosca, affinché riaprano costruttivamente le trattative e i rubinetti.
Sul fronte diplomatico, intanto, le potenze europee si muovono: già il 30 dicembre Austria, Francia, Germania e Italia avevano chiesto a Russia e Ucraina di non coinvolgere l'Europa nelle proprie divergenze. Il 1º gennaio, invece, l'Italia, insieme con altri Paesi europei, hanno richiesto formalmente all'Ucraina di non impedire il flusso del gas.
Il 2 gennaio 2006 la Gazprom annuncia che l'Ucraina ha prelevato abusivamente 100 milioni di metri cubi di gas destinato al mercato europeo: il governo ucraino ha però precisato che le forniture provengono da depositi sotterranei e dal Turkmenistan. Tuttavia non si esiterà a intervenire sul gas per l'Europa se le temperature scenderanno sotto lo zero. La crisi si allarga anche alla Moldavia, che non ha accettato i rincari proposti da Mosca, pari ad un aumento del 100%, e dal 1º gennaio il gas smette di arrivare.

### I numeri del taglio
Il 2 gennaio:
- In Italia, l'Eni ha annunciato di avere registrato un calo sensibile nelle importazioni dalla Russia attraverso l'Ucraina, di circa il 24%, ma il governo ha affermato che la situazione è sotto controllo: le scorte di gas naturale sono sufficienti per 15 giorni;
- In Francia il calo è tra il 25% e il 30%;
- In Germania si è assistito ad un calo, che però non è stato quantificato;
- In Croazia il calo è stato di oltre il 30%, mentre il governo ha annunciato di possedere scorte per 15 giorni;
- In Slovenia il calo registrato è del 25%, ma la situazione potrebbe aggravarsi poiché la Slovenia importa gas dalla Russia per il 55% del totale;
- In Ungheria, il volume di gas è calato del 25%, ritornando poi alla normalità nella serata del 2 gennaio;
- In Austria il calo è del 30%, ma il governo si è affrettato ad annunciare che l'emergenza sarà affrontata con le riserve;
- In Romania, il volume di gas è calato del 30%, secondo fonti governative;
- In Slovacchia il calo è del 30% ma il governo ha annunciato di possedere riserve sufficienti per fronteggiare il calo;
- In Polonia il taglio è stato del 38%, ma il governo ha affermato che la situazione è sotto controllo: le scorte di gas naturale sono sufficienti per 90 giorni.

## La crisi rientra
Il 4 gennaio 2006 le compagnie ucraina Naftogaz e russa Gazprom annunciano di aver raggiunto un'intesa. Secondo un complicato schema di vendita, l'Ucraina acquisterà gas russo per i prossimi 5 anni al prezzo di 230 dollari ogni mille metri cubi, ma potrà acquistarne anche da altri Paesi, come Kazakistan e Turkmenistan, a prezzi più bassi attraverso una compagnia svizzera a partecipazione russa e ucraina (chiamata RosUkrEnergo) che venderà il gas al prezzo complessivo di 95 dollari ogni mille metri cubi.
Finisce per l'Europa il timore che la guerra del gas potesse scatenare una crisi energetica: il prezzo del petrolio, unica alternativa al gas per la produzione di energia, è ritornato ai livelli pre-crisi.
In Italia, la crisi ha lanciato il problema dell'energia elettrica, rilanciando la necessità di trovare soluzioni alternative ai combustibili fossili, prima fra tutte il nucleare, ritenuta molto più sicura rispetto a venti anni fa, e che l'Italia già acquista da centrali energetiche vicine al proprio confine. Nel 2011 è stato fatto un referendum anche a questo proposito che ha visto oltre il 95% dei votanti esprimersi contro il ritorno al nucleare (già nel 1987 l'Italia era sta chiamata a votare a referendum per lo stesso motivo).